# Illiberis heringi
Illiberis heringi es una especie de mariposa de la familia Zygaenidae.
Fue descrita científicamente por Draeseke en 1926.